# Исландский миротворческий контингент на Шри-Ланке
Исландский миротворческий контингент на Шри-Ланке — подразделение полицейских и гражданских специалистов Исландии, которое участвовало в мониторинговой миссии ООН на Шри-Ланке (SLMM) в составе миротворческого контингента ООН.

## История
Исландия является единственной страной НАТО, которая не имеет вооружённых сил, однако в середине 1990-х годов в составе полиции было создано спецподразделение численностью около 30 человек для участия в миротворческих операциях ООН и иных операциях за пределами страны. 
Начавшаяся летом 1983 года гражданская война на Шри-Ланке к началу 2000-х годов стала менее интенсивной, начались переговоры об урегулировании конфликта. В начале 2002 года при посредничестве Норвегии (под руководством специального представителя Эрика Солхейма) было заключено перемирие между враждующими сторонами. 22 февраля 2002 года для наблюдения за выполнением условий соглашения о прекращении огня между правительственными силами Шри-Ланки и «тамильскими тиграми» была учреждена мониторинговая миссия ООН, в состав которой вошли миротворцы ООН из Скандинавии (Дании, Исландии, Норвегии, Финляндии и Швеции), а также местный технический и вспомогательный персонал. Штаб-квартира миссии находилась в городе Коломбо, также были созданы шесть региональных представительств и филиал в городе Килиноччи.
Миротворцы из Исландии и Норвегии были объединены в отряд — Nordic peacekeeping unit.
После организованных «тамильскими тиграми» террористических актов 20 — 25 апреля 2006 года боевые действия возобновились. 8 июня 2006 года руководство ТОТИ выступило с заявлением о нежелательности присутствия в качестве наблюдателей мониторинговой миссии ООН граждан стран Евросоюза, правительства которых признали ТОТИ террористической организацией.
Летом 2006 года обстановка в стране ухудшилась, и в начале августа 2006 года Дания, Финляндия и Швеция приняли решение отозвать своих миротворцев. Исландия приняла решение увеличить численность своих сотрудников вдвое (с 4—5 человек до 8—10 человек). После того, как 11 августа 2006 года «тамильские тигры» начали наступление на полуострове Джафна, международные наблюдатели мониторинговой миссии, работники Международного Красного Креста и персонал иных иностранных и международных организаций покинул ставший зоной боевых действий район и в дальнейшем либо покинули страну, либо перебрались в Коломбо. С 1 сентября 2006 года в стране находилось 10 исландцев.
В начале января 2008 года, после того, как правительство Шри-Ланки официально объявило о прекращении перемирия с «тамильскими тиграми», правительство Исландии утвердило решение о прекращении участия в операции и возвращении персонала и имущества в Исландию в течение 14 дней.
14 января 2008 года миссия была официально завершена. 15 мая 2009 года правительство Исландии выделило через Исландский Красный Крест правительству Шри-Ланки финансовую помощь в размере 5 млн исландских крон.